# Dolce di giorno (Funk Made in Italy)
Dolce di giorno (Funk Made in Italy) è un singolo dei Ridillo. Si tratta di una cover del classico di Lucio Battisti e Mogol inciso inizialmente dai Dik Dik come retro del loro secondo 45 giri Sognando la California/Dolce di giorno, rivisitato in una veste più attuale e ballabile. Il brano compare anche nel doppio CD dei Dik Dik 50 ...il sogno continua, composto da un disco raccolta e uno di cover. Nel 2022 viene incluso nell'album 30 anni suonati.

## Tracce

### download digitale
1. Dolce di giorno (Funk Made in Italy) - 2:54